# Сапун-гора
Сапун-гора (крим. Sapun dağı — «сапун (sabun)» означає «мило», тобто «мильна гора» або «гора мильної глини») — височина, що знаходиться на південний схід від Севастополя. З 7 вересня 2023 належить Бахчисарайському району Автономної Республіки Крим.
Перед будівлею Діорами облаштовано оглядовий майданчик, з якого відкривається вид на Балаклавську та Чорноріченську долину. Це популярне місце для фотографування на весілля та шкільні випускні.

## Історія
Під час німецько-радянської війни гора була ключовою оборонною позицією на підступах до міста; тут велися запеклі бої з німецькими військами під час оборони Севастополя 1941—1942 років і Кримської операції 1944 року. На вшанування радянських бійців у листопаді 1944 року на Сапун-горі споруджено обеліск Військової слави. У 1964 − 65 і 1974 роках монумент реконструйовано. На його основі розташовані меморіальні дошки з найменуваннями військових частин, що брали Севастополь, а на меморіальних стелах вибито імена 240 Героїв Радянського Союзу, нагороджених за це.

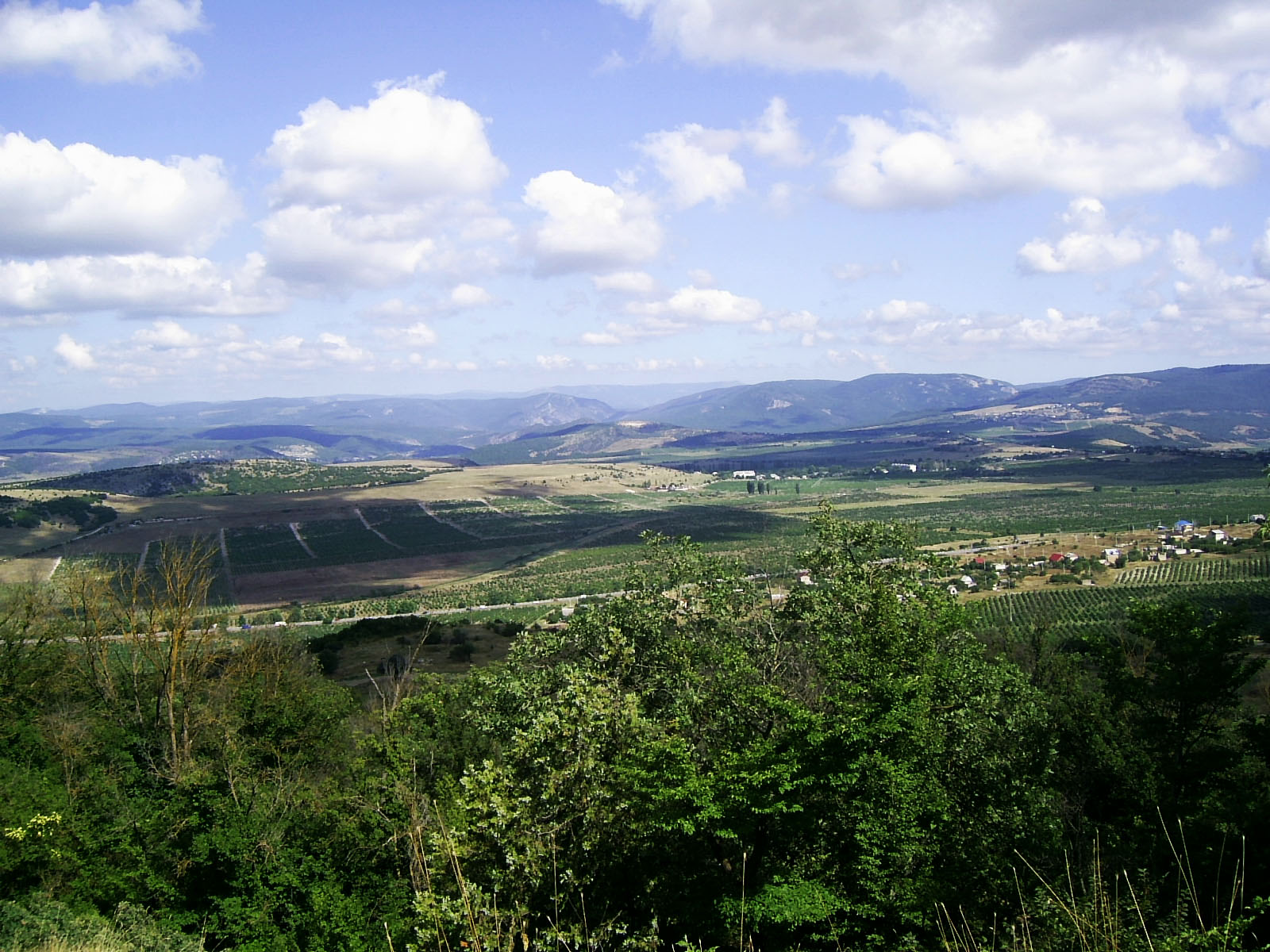
Вид з Сапун-гори

У 1959 році відкрито музей Діорама «Штурм Сапун-гори 7 травня 1944 року». У 1970 у запалено вічний вогонь. В околицях монумента зведено Парк Слави.
У 1995 році на Сапун-горі побудована каплиця святого Георгія Переможця, за проектом архітектора Г. С. Григор'янца, автор скульптури янгола, що тримає хрест який увінчує храм — скульптор Роман Кухарь, автор надбрамного образу Георгія Переможця художник Геннадій Брусенцов.

## Галерея

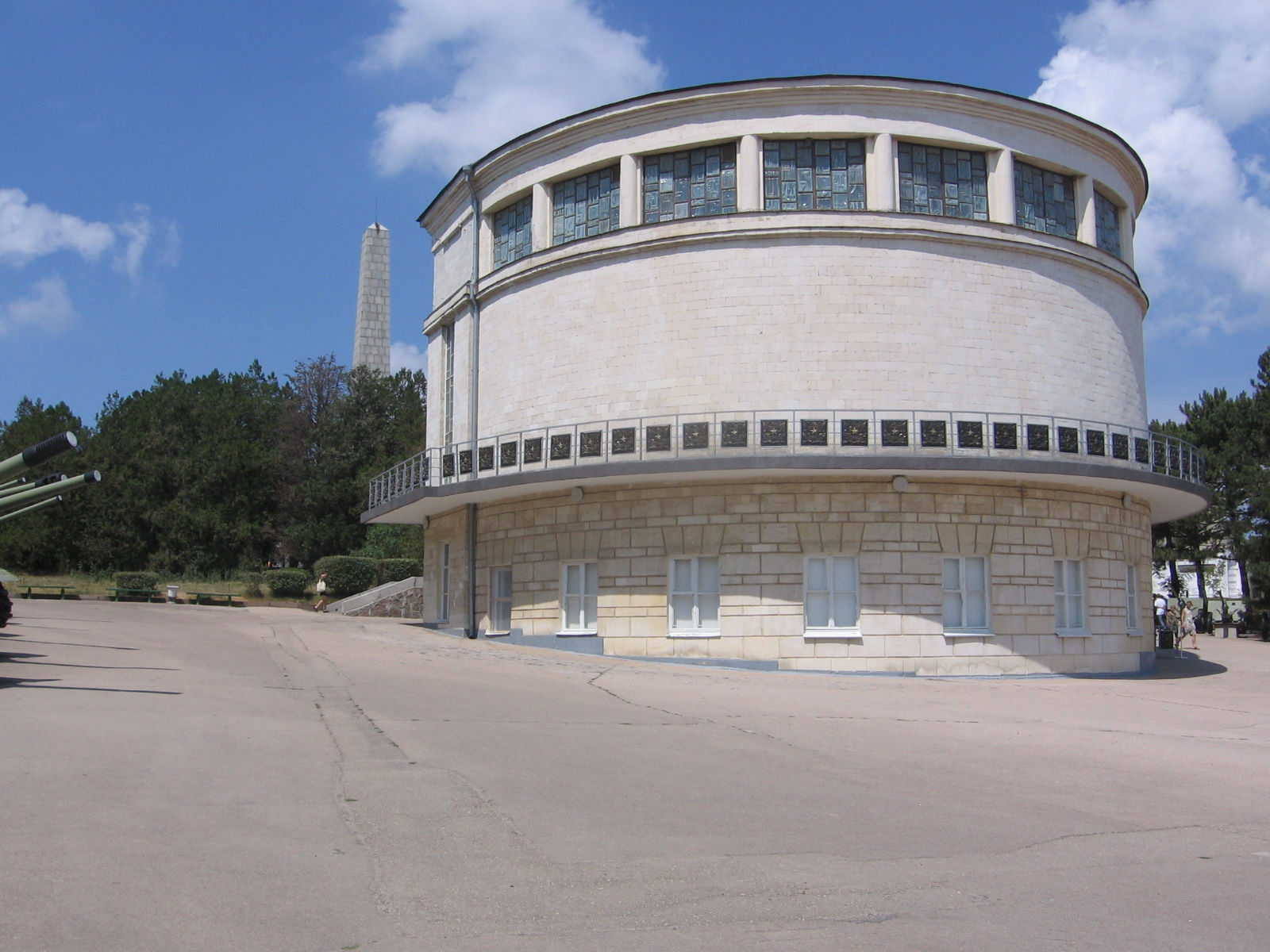
Будівля діорами штурму Сапун-гори

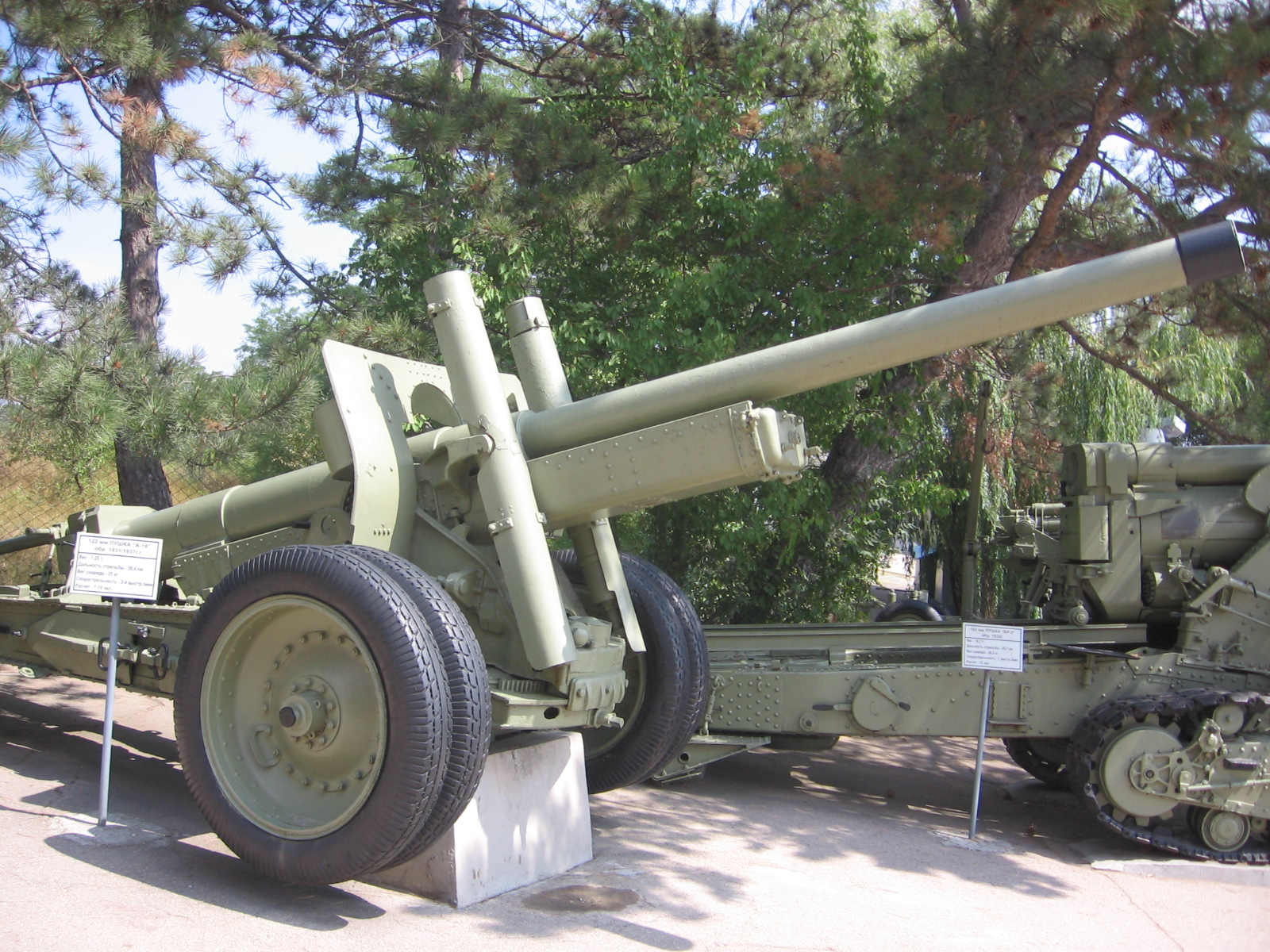
122-мм гармата
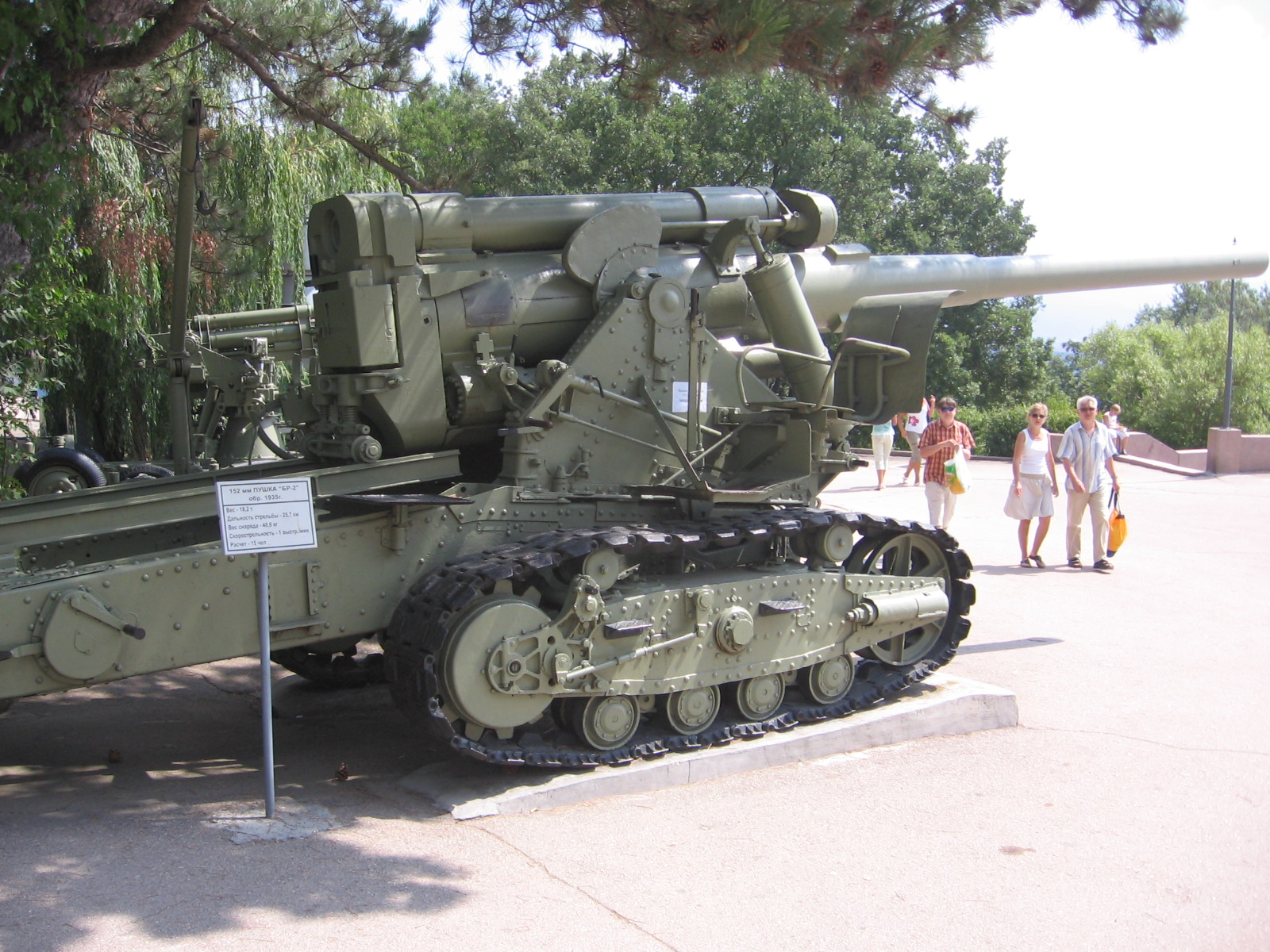
152-мм гармата
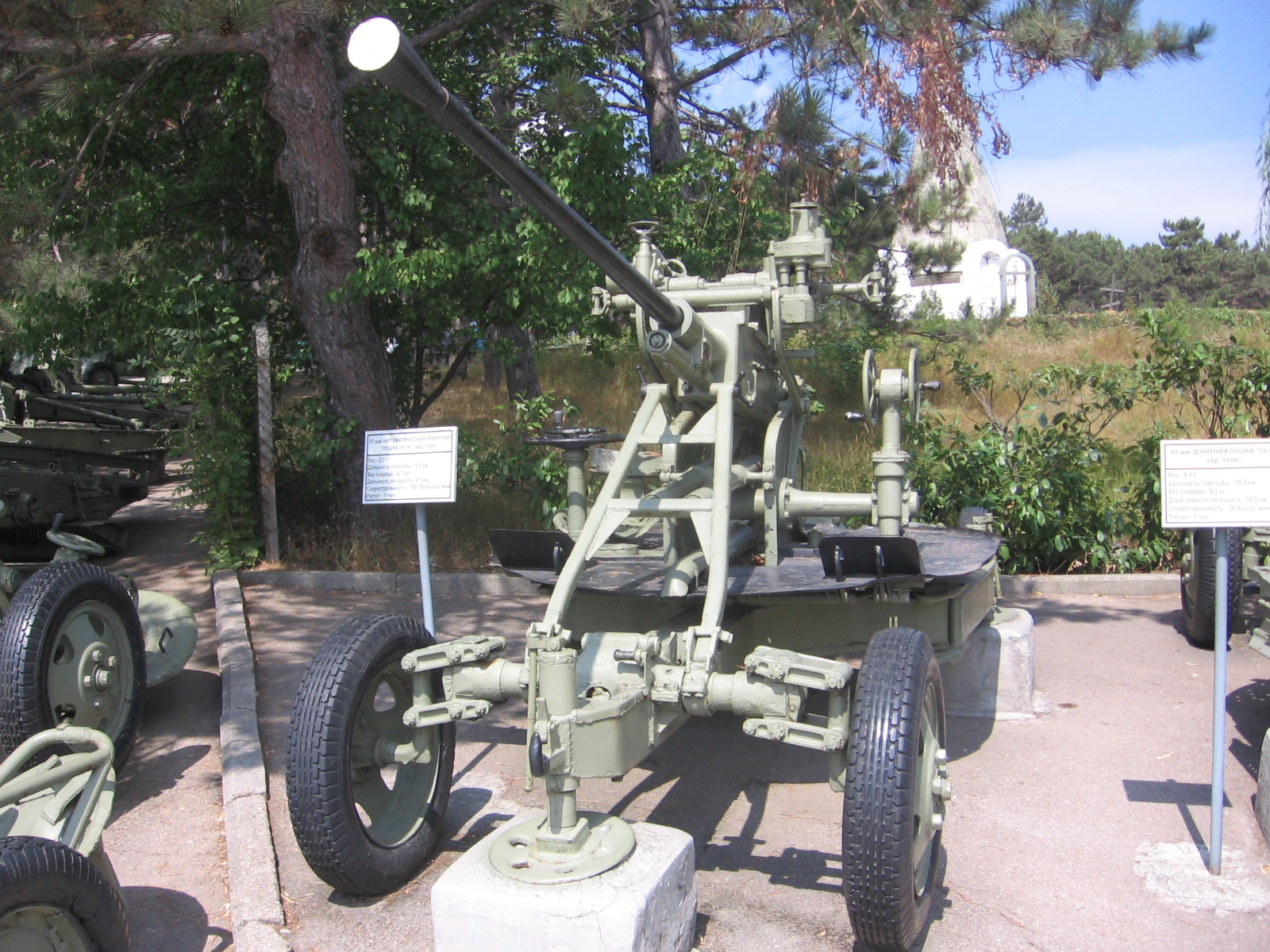
37-мм зенітка
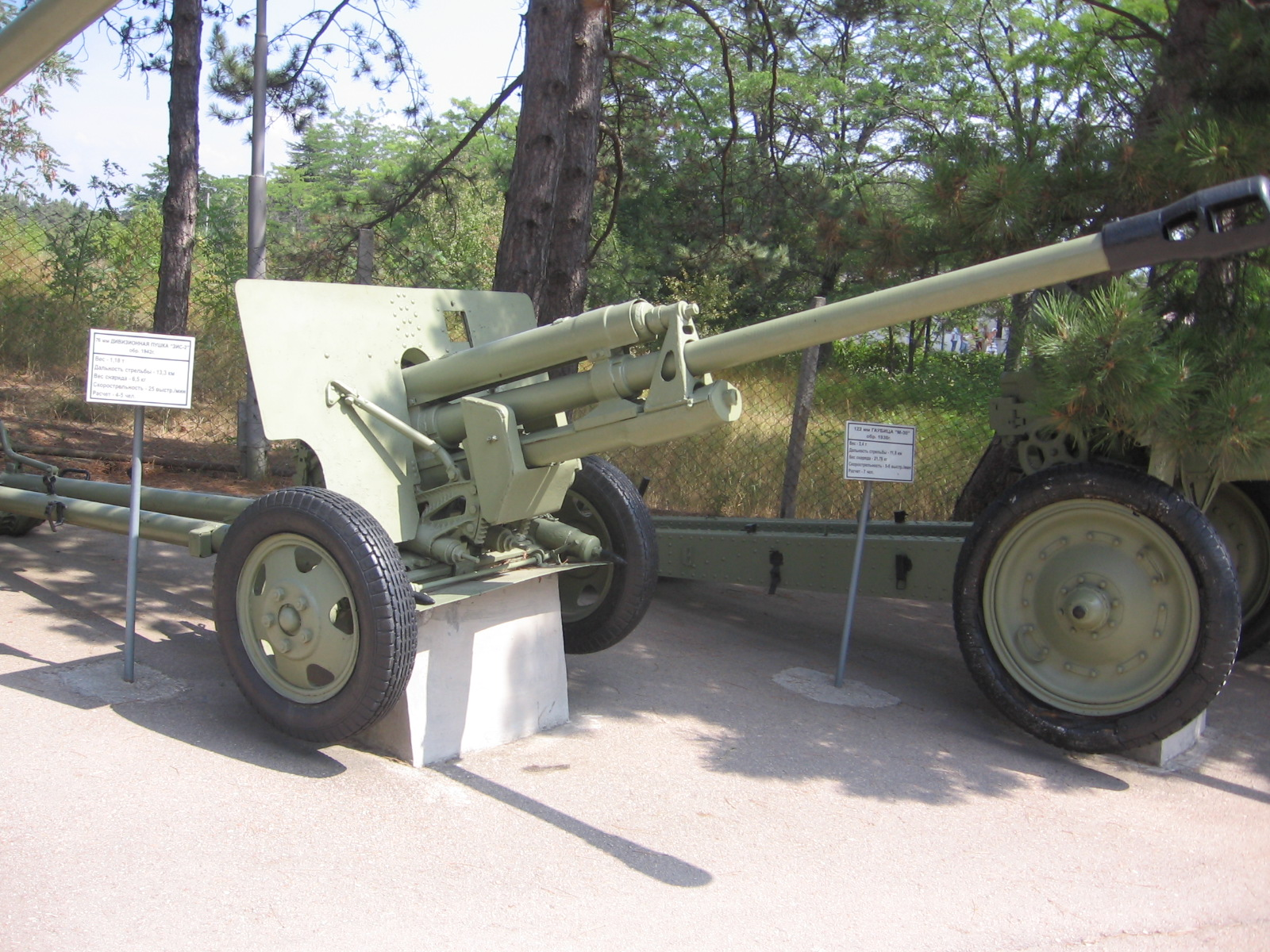
76-мм гармата дивізіонна
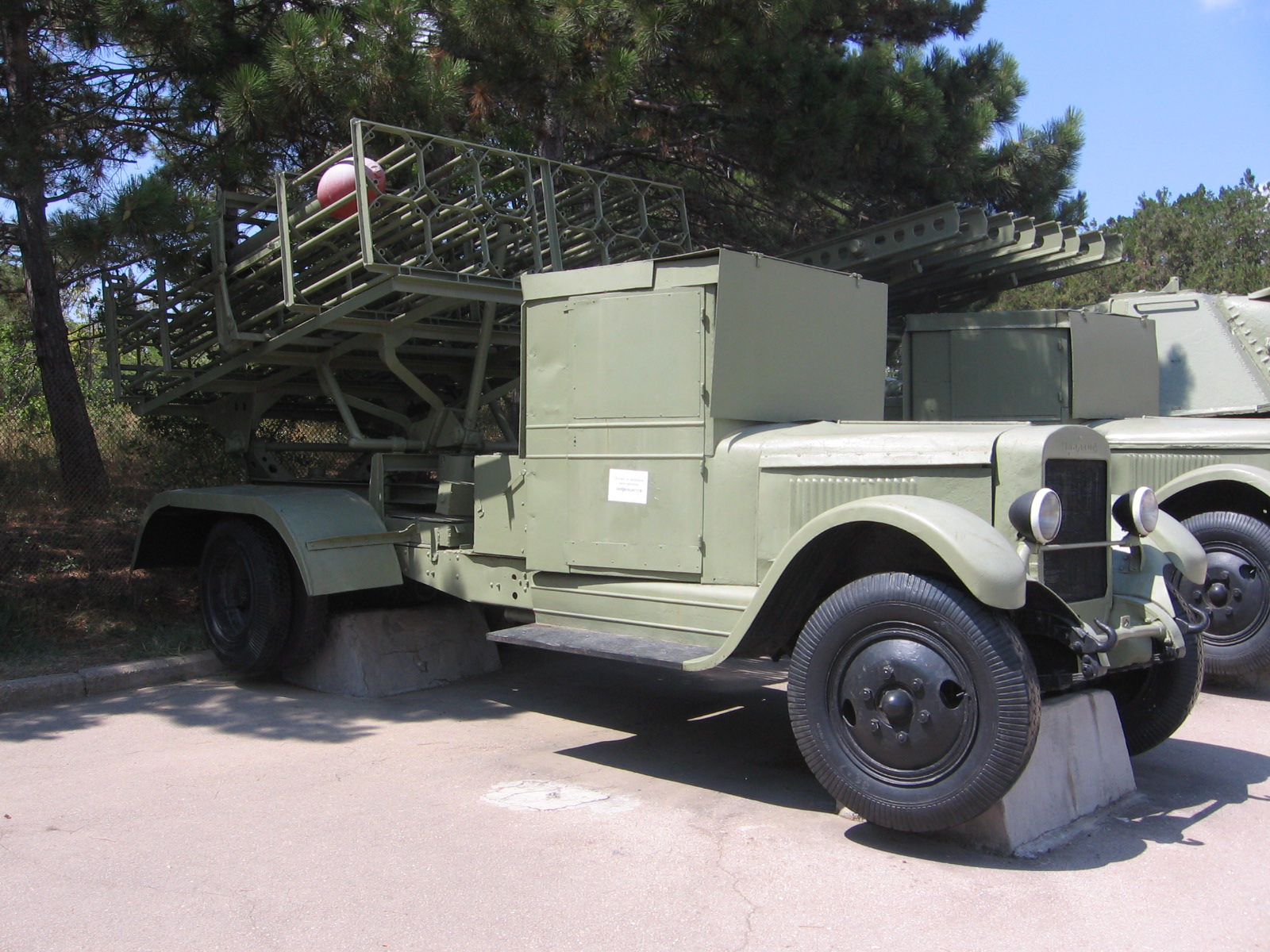
Катюша
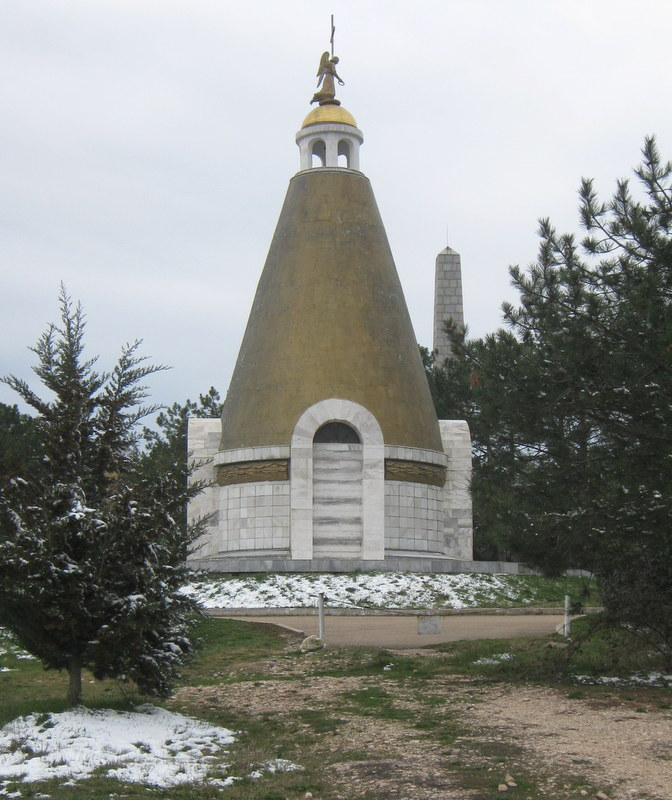
Каплиця святого Георгія Переможця
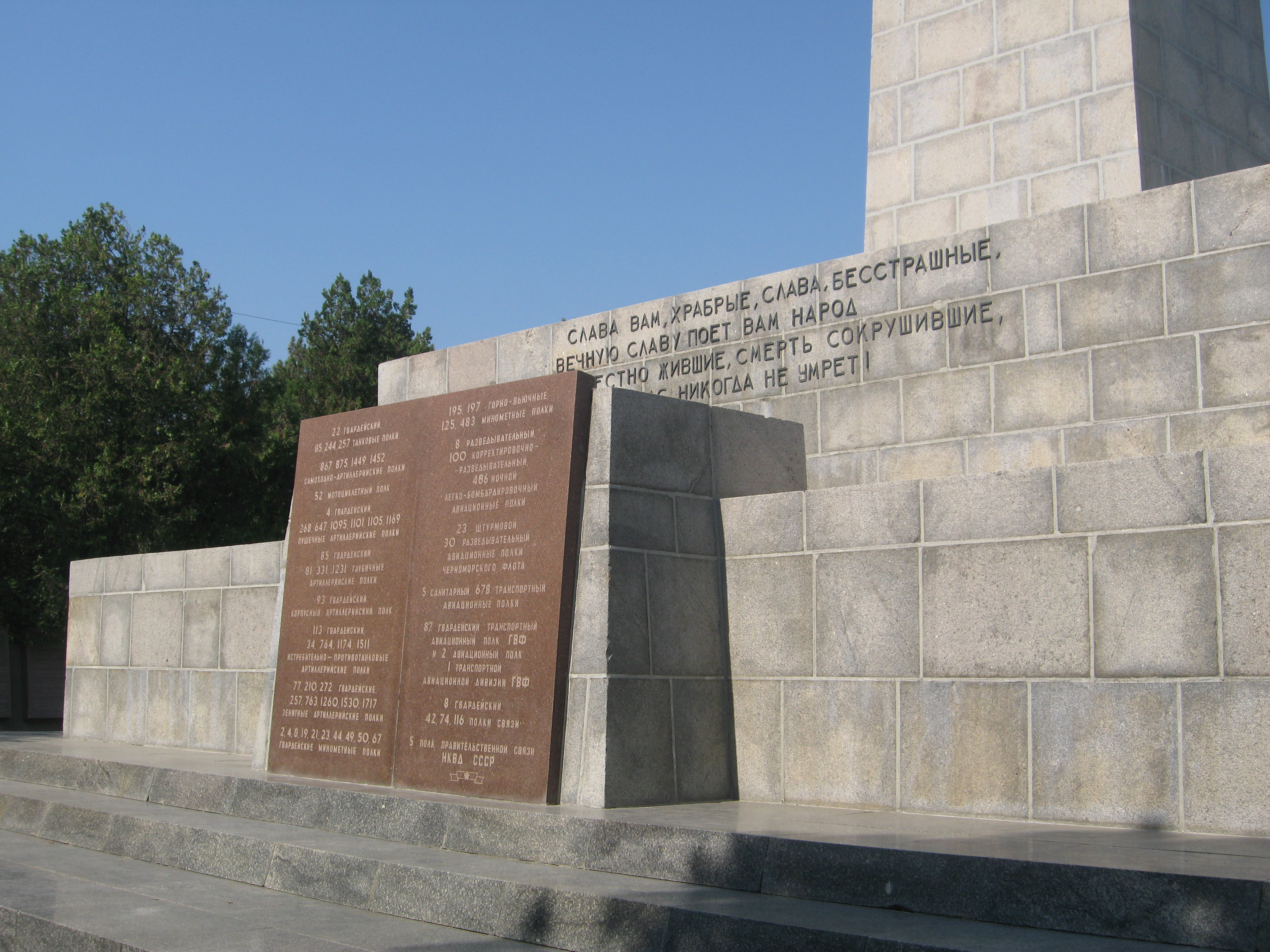
Надпис на монументі